# Réserve naturelle de Furusundsfjärden
La réserve naturelle de Furusundsfjärden (en suédois : Furusundsfjärdens naturreservat) est une réserve naturelle de l'archipel de Stockholm dans le comté de Stockholm en Suède,,.

## Présentation
La réserve naturelle est protégée depuis 1974 et s'étend sur 373 hectares dont 24 hectare de terre. 
La réserve comprend plusieurs îles du Furusundsfjärden Stor-Asken, Lill-Asken et Stumpen ainsi que quelques de îlots et rochers. 
Les îles sont couvertes de forêts de feuillus composées principalement d'aulnes, d'érables, de frênes, d'ormes, de trembles et de noisetiers. Des pins, des épicéas y poussent aussi.
À Stor-Asken, qui porte des traces d'occupation antérieure, une noisetière pousse sur plusieurs hectares et on y trouve également une riche présence d'ormes. Les plages rocheuses de la réserve ne sont pas propices à la baignade, mais offrent de beaux habitats de nidification pour les oiseaux marins de diverses espèces.
Le but de la réserve est de préserver une zone inexploitée de l'archipel intérieur de valeur pour la vie en plein air et de maintenir la flore et la faune distinctives des îles.